# Екатерина Генуэзская

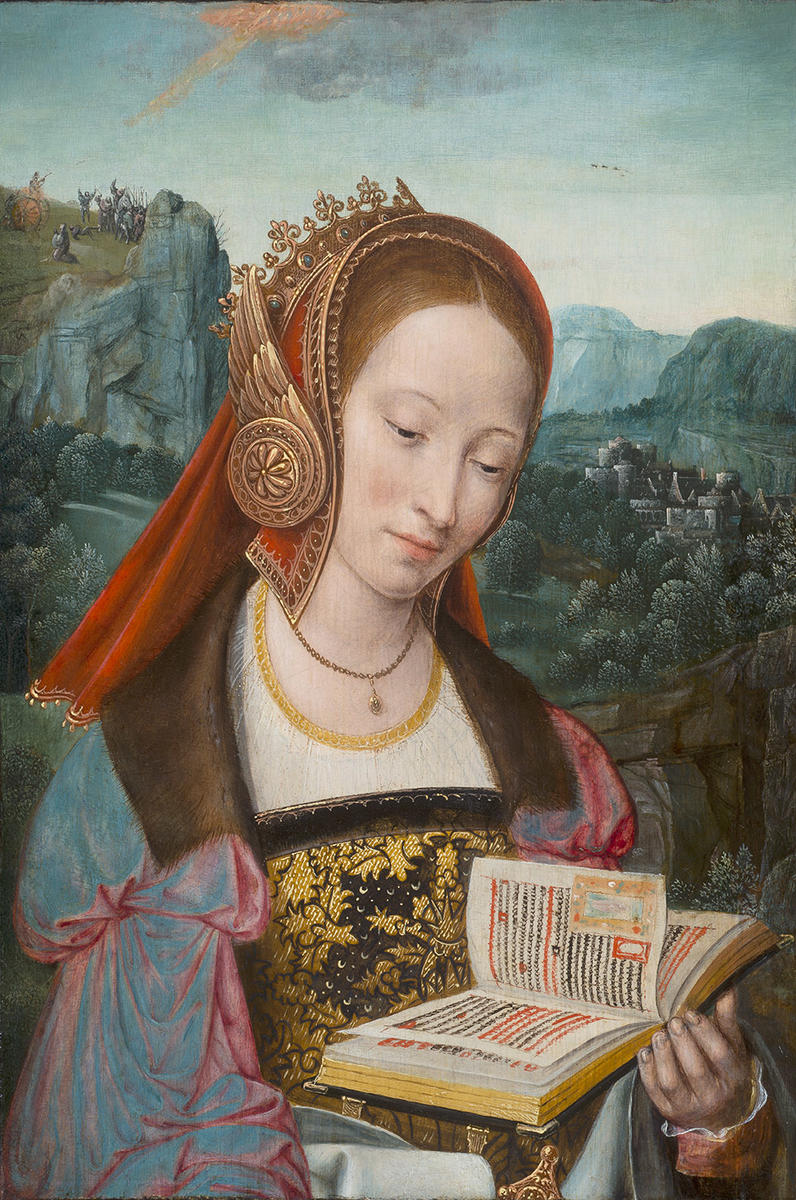

Екатерина Генуэзская (итал. Caterina da Genova) или Екатерина Фиески Адорно (итал. Caterina Fieschi Adorno); (1447, Генуя, Италия — 15 сентября 1510, там же) —  католическая святая и мистик,  Екатерина принадлежала к знатной генуэзской семье Фиески и посвятила свою жизнь и средства, ухаживая за больными и обездоленными, во время разразившейся в Генуе чумы, в 1497—1501 годах. Умерла в родном городе в 1510 году.16 июня 1737 года была провозглашена Святой, папой Климентом XII и известна как Dottoressa del Purgatorio (Заступница почивших без таинств исповеди и  святого причастия), отставив после себя мистический труд "Trattato del Purgatorio " ("Трактат о Чистилище").
Её слава за пределами родного города связана с публикацией в 1551 году книги известной на английском языке как «Жизнь и учение Святой Екатерины Генуэзской». Святая и её учение были рассмотрены Фридрихом фон Хюгелем в классической работе «Мистические элементы религии» (1908).
Родителями Екатерины были Якопо Фиески и Франческа ди Негро. Отец был племянником папы Иннокентия VII. Её семья имела папские связи, по причине которых Якопо и удостоился быть вице-королём Неаполя. Примерно в тринадцать лет у Екатерины появилось желание пойти в женский монастырь по стопам сестры Лимбании, бывшей августинкой, но из-за столь юного возраста ей было отказано. После неудачной попытки девушка кажется, отложила эту идею и больше не пыталась стать монахиней. По желанию своих родителей в шестнадцать лет Екатерина вышла замуж за молодого генуэзского аристократа Джулиано Адорно. Возможно, их союз был задуман с целью прекратить длительную междоусобную вражду между двумя семьями. Брак оказался неудачным: у супругов не было детей, а Джулиано оказался мотом, жестоким и неверным, что сделало жизнь его жены несчастной. Подробности неизвестны, но совершенно точно ясно, что Екатерина провела первые пять лет своего брака в безмолвном угнетённом подчинении своему мужу; следующие пять лет она искала утешение у окружающих её людей. Прожив десять лет в браке, она молила Бога послать ей какую-нибудь болезнь, чтобы оставаться в постели и избегать таким образом мужа, но её просьба не была услышана.
В 1473 году, во время исповеди, на Екатерину снизошла Божественная благодать, а чуть позже дано видение Распятия. После этих событий женщина стала причащаться ежедневно. Во время своих молитв верующая часто обращалась к католическим чёткам.
Неожиданно к Богу пришёл и муж Екатерины, возможно в этом сыграли свою роль потеря фамильного состояния, а также изменение образа жизни жены. Джулиано стал францисканцем терциарийцем. Супруги сменили дом на более скромное убежище и посвятили себя заботам о больных и бедняках, Екатерина работала помощницей в местной больнице. Во время чумы 1493 года ей пришлось особенно нелегко — население Генуи сильно уменьшилось, а сама женщина сильно заболела. Чудом она осталась жива (хотя здоровье уже и было подорвано, верующая решила остаться при госпитале). Однако, вследствие печальных событий, происходивших в городе, в последний путь отправился и её муж. А Екатерина осталась опекать его внебрачную дочь.
Скончалась святая в 1510 году.